# Zysk normalny
Zysk normalny – zysk osiągany przez przedsiębiorstwo w sytuacji, kiedy jego zysk księgowy pozwala na pokrycie (jest równy) wszystkich kosztów księgowych oraz kosztu alternatywnego kapitału zaangażowanego w przedsiębiorstwo i kosztu alternatywnego czasu pracy właściciela. Przedsiębiorstwo osiągające zysk normalny, nie osiąga zysków ekonomicznych (zysków nadzwyczajnych).